# 多々納好夫
多々納 好夫（たたの よしお）は、日本の作曲家。

## 来歴
当初はアイドル関連の楽曲を中心に手がけたが、1990年代以降はビーイングの歌手を主に作曲を手がける傍ら、SMAPの楽曲を手がけることもあった。中でもWANDSの「もっと強く抱きしめたなら」は166万枚の大ヒット曲となった。

## 楽曲提供
- 浅香唯「Blue sunday」
- 宇徳敬子「愛さずにはいられない」
- EDGE（水野松也）「どこかで君の声が聴こえてくる」（作詞：小田佳奈子）
- 小川範子「秋天的童話」「悲しき選択」「つまさき」（作詞：川村真澄）
- organs café「恋風」「左手」
- 片山さゆり「another sky」
- 門倉有希「泣かせてよ」「ちえこ」「漂流船」
- 河相我聞「Brandnew Days」「僕らは出逢える」「Believe in road」「ANSWER」
- 神園さやか「道〜ふるさとから遠く離れて〜」「悲しみのほとりで」
- 河村隆（川本成）「いつも」「あの場所まで」
- KEY WEST CLUB「TICKET TO THE LONELINESS」（作詞：小田佳奈子）「LOVE」（作詞：小田佳奈子）「LOVE・Secret Version」
- 西城秀樹「ブーメランストレート」（作詞：阿久悠・T'S PARTY、三木たかしと共同作曲）
- 斎藤工「D TREKKER」
- 小枝（さえ）「角度」「靴紐」
- 桜井幸子「恋していたい」
- 桜っ子クラブさくら組「いつだってJAPANESE」（作詞：小田佳奈子）
- 佐野量子「恋の扉」
- THE A-TLES（生沢佑一とのプロジェクト）「死ぬまで離さない」（作詞：長戸大幸）
- 柴田恭兵「BREAK OUT」（作詞：大津あきら）「END FOR BEGIN」「Truth」
- 子門真人「ムサシ!BUGEI伝!!」(作詞：山本正之)
- J.A.M. Cream「GIMME! GIMME! GIMME!」
- SMAP「真夜中のMERRY-GO-ROUND」「これから海へ行こうよ」「かなしいほど青い空」
- 高橋由美子「虹の彼方に」「風のプロローグ」
- 高原由妃「Oh,My Shinin' Star」
- 多岐川裕美・高田純次「雨のバラードに抱かれて」（作詞：森山進治）
- 田中傑幸「CHANGE」（作詞：小田佳奈子）
- W-NAO「Rescue me」
- CHA-CHA「僕のせいいっぱい」「風に翼はいらない」「ボクらの夢によろしく」「やさしくされたあの気持ち」「約束」
「地球は丸ごとFALLIN' LOVE」「キスしたい」「僕の部屋に夜明けが来たら」「強引 My Way」
- TWINZER「想い出は抱きしめられない」（作詞：小田佳奈子）
- 円谷優子「同級生」「バツグンの気持ち」「天使が僕に恋してる」
- TEARS「DON'T TAKE ME BLUE」「STAY DREAM」「Only Time Will Tell」「あの空を忘れない」「Perfect Sky」
- 中村雅俊「抱きたい」「心にさわってみれば」「愛してるとONCE AGAIN」（作詞：松井五郎）
- 中山秀征「どんなせつない夜も」
- 西野妙子「KISS ME」
- BAAD「眩しいRomance」「君が好きだと叫びたい」
- 林原めぐみ「あなたの風になりたい」
- 早見優「CHECKING OUT!」「MIDNIGHT BEIGE」「灼熱サザンクロス」「真夏のSNIPER」
- PINK SAPPHIRE「オールウェザー・ガール」（作詞：田口俊）「クラスメイト」「最後のやさしさ」「Only Lonely Girl」
- FIELD OF VIEW「迷わないで」（View名義）「セピア」「THINK OF MYSELF」「Moon Light」「とまどいの季節」
「Last Good-bye」（作詞：坂井泉水）「Rainy day」「Growin' Love」「もう一度」（作詞：小田佳奈子）「冬のバラード」（作詞：小田佳奈子）
「SPECIALLY」「秋風のモノクローム」（作詞：小田佳奈子）
- ブスっ子くらぶ「女の子は顔じゃない」「おしゃれ ni ガンバ!（ブスっ子応援歌）」
- 前田亘輝「もう歳だ」「Get No Answer」「Working Boy」「Super Star」
- 松本梨香「明日へのFree Way」
- MANA「君に逢えたから」
- Mi-Ke「Oh My Sweet Heart」（作詞：川島だりあ）
- 水原由貴「自由に逢えない2人」
- 三井ゆり「夏の夜の本気」「引越し日和」
- 光吉猛修「夏の嵐」
- 南野陽子「Lonely Blue」（作詞：森山進治）
- MEGU「JUNK BOY」
- 森下由実子「もっとずっと近くに感じたい」（作詞：森山翔）」「いつまでもLovin' You」
- 森田まゆみ「胸さわぎ」(作詞：岡田冨美子）
- 矢嶋良介「サヨナラMISTY DAYS」
- 柳原愛子「Rainy day」「新しい道を探して」
- 山口弘美「愛しかたを教えて」「ひとつになれなかったね」
- 結城めぐみ「夕陽が沈んだら」「スノー・ダスト」
- 吉田栄作「FAR AWAY」「Pressure」
- LAURA LIZA「Passion」
- WANDS「もっと強く抱きしめたなら」
- 美川憲一「グランパの黒猫」